# Ilhas Aleutas
As Ilhas Aleútes, Aleútas ou Aleutas são um arquipélago de ilhas vulcânicas, situadas junto à costa Noroeste dos Estados Unidos da América, que se afiguram como um prolongamento da península do Alasca para o sudoeste, assumindo uma configuração em forma de arco. O território pertence aos Estados Unidos da América.
A maioria das Ilhas Aleutas pertence ao estado do Alasca,  mas algumas pertencem à divisão federal do krai de Camecháteca.
Banhadas a norte pelo mar de Bering e a sul pelo oceano Pacífico, distribuem-se em cinco grupos principais que, de Leste a Oeste, recebem as designações de ilhas Foz, ilhas Four Mountains, ilhas Andreanof, ilhas Rat e ilhas Near.
Nas suas cavernas foram encontrados corpos congelados dos antigos aleútes, povo que habitou as ilhas há séculos e que ainda possui alguns descendentes vivos na região. Estranhamente, a maior parte dos corpos era de mulheres.
Este tipo de ilhas em arco é formado pela colisão entre duas placas oceânicas. Neste caso, dá-se subducção da placa do Pacífico Norte sob a placa norte-americana. Este tipo de colisão entre placas é um exemplo de limite convergente (ou destrutivo) de placas litosféricas.

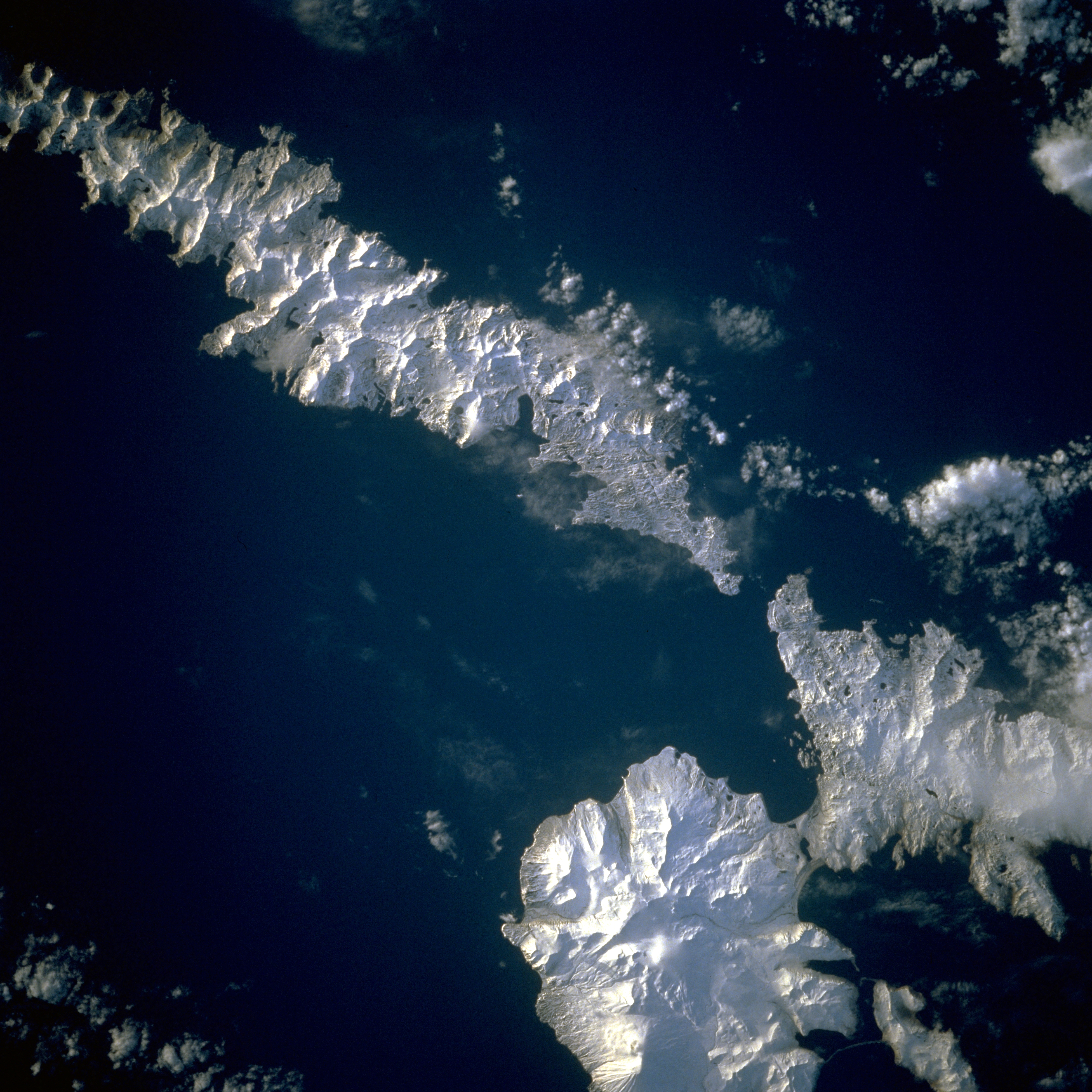
Ilhas Aleutas vistas do espaço, NASA
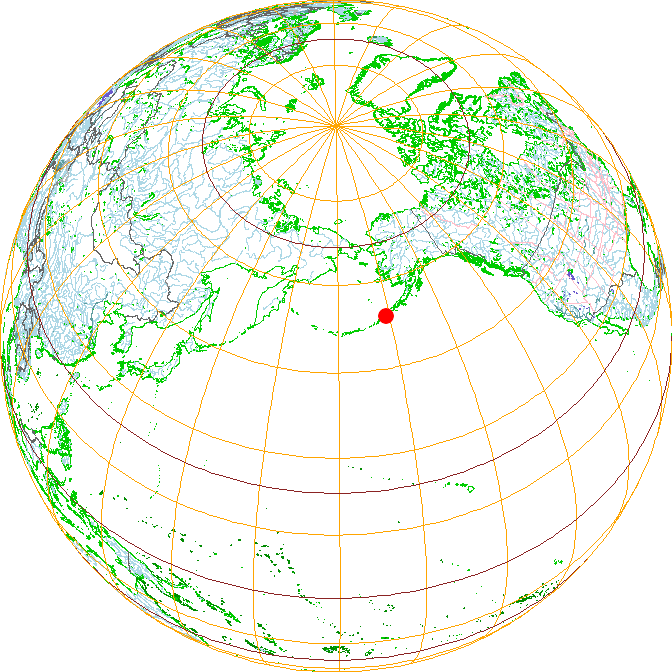
Localização das ilhas Aleutas